# بيتر أريكسون (سياسي)
بيتر أريكسون (بالسويدية: Peter Eriksson)‏ هو مدون وسياسي سويدي، ولد في 3 أغسطس 1958 في السويد. حزبياً، نشط في حزب الخضر. وقد انتخب Minister for International Development Cooperation (Sweden) ‏ (21 يناير 2019 – ) وانتخب عضو البرلمان السويدي ‏ وفي انتخابات البرلمان الأوروبي 2014، انتخب عضو في البرلمان الأوروبي عن دائرة السويد ‏ لترشحه ضمن  قائمة حزب الخضر، وقد انضم خلال فترته النيابية (1 يوليو 2014 – 24 مايو 2016)  للكتلة البرلمانية كتلة الخضر/التحالف الأوروبي الحر.

## وصلات خارجية
- الموقع الرسمي